# Susann Kuhfittig
Susann Kuhfittig (* 1. September 1965 in Zella-Mehlis) ist eine ehemalige deutsche Skilangläuferin, welche für die Deutsche Demokratische Republik an Wettkämpfen teilnahm. Sie startete für ihren Heimatklub SC Motor Zella-Mehlis und nahm an den Olympischen Winterspielen 1988 in Calgary teil. 

## Karriere
Bei den DDR-Skimeisterschaften 1985 wurde sie im Alter von 19 Jahren DDR-Vizemeisterin über die 20 Kilometer. Mit der zweiten Staffel vom SC Motor Zella-Mehlis wurde sie beim Staffelwettbewerb Dritte. Bei den DDR-Skimeisterschaften 1987 gewann sie gemeinsam mit Simone Greiner-Petter und Annette Malter den DDR-Meistertitel in der Staffel.
Sie wurde gemeinsam mit ihren Teamkolleginnen Simone Greiner-Petter und Simone Opitz für die Olympischen Winterspiele in Calgary nominiert. Sie durfte dort über die 5 Kilometer im klassischen Stil, die 20 km im freien Stil und die 10 Kilometer im klassischen Stil starten. Mit dem 23. Platz erreichte sie über die 10 Kilometer ihr bestes Ergebnis. Über die 5 Kilometer belegte sie den 37. Platz und über die 20 Kilometer den 38. Platz.

## Sonstiges
Kuhfittig und der ehemalige Biathlet Holger Wick haben zusammen zwei Söhne, Robert und Thomas Wick, die ebenfalls im Leistungssport aktiv waren. Die Olympiasiegerin und Weltmeisterin im Biathlon Denise Herrmann-Wick ist ihre Schwiegertochter.